# Woodbridge (barrio de Detroit)
Woodbridge es un vecindario histórico de casas principalmente victorianas ubicadas en Detroit, Míchigan. El distrito fue incluido en el Registro Nacional de Lugares Históricos en 1980, aumentando sus límites en 1997 y 2008. Además de su valor histórico, Woodbridge también es notable por ser un vecindario intacto de principios de siglo. Sus casas están ubicadas a corta distancia a pie o en bicicleta de los barrios de Downtown, Midtown, New Center y Corktown.

## Descripción

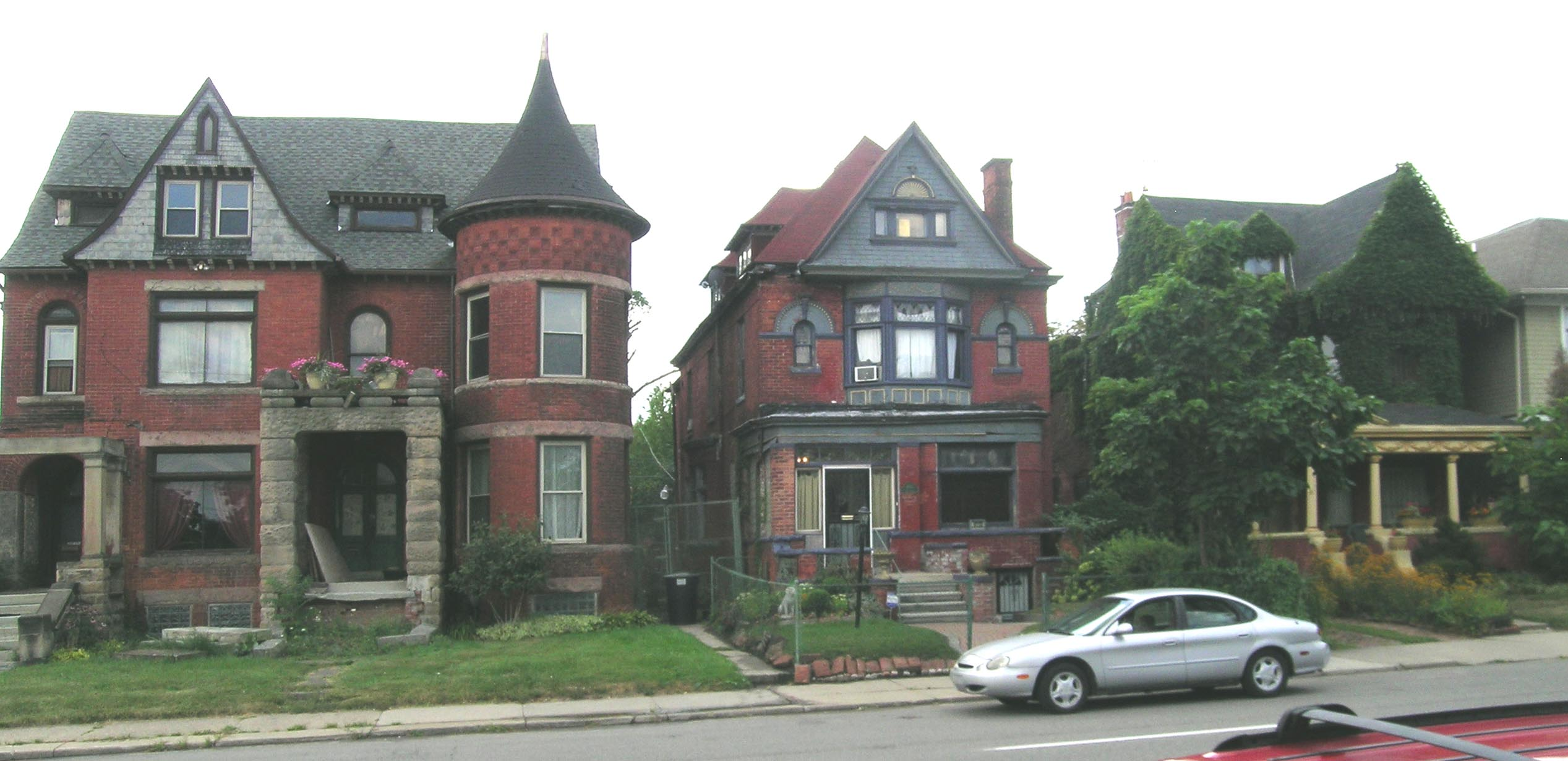
Lado del oeste de Trumbull entre Willis y Alexandrine

El distrito, tal como lo reconoce el Registro Nacional de Lugares Históricos, estaba originalmente delimitado por Trumbull Street, Calumet Street, Gibson Street, Grand River Avenue, Rosa Parks Boulevard, West Warren Avenue, Wabash Street, Railroad Tracks y la autopista Edsel Ford. Los límites del Distrito se incrementaron dos veces: en 1997, añadiendo las residencias privadas de los números 4304 a 4314 de Trumbull Street y el 3800 de Grand River Avenue, y en 2008, al añadir al mismo la esquina sureste de Trumbull Street y Warren Avenue (donde se ubica la iglesia católica de Santo Domingo).

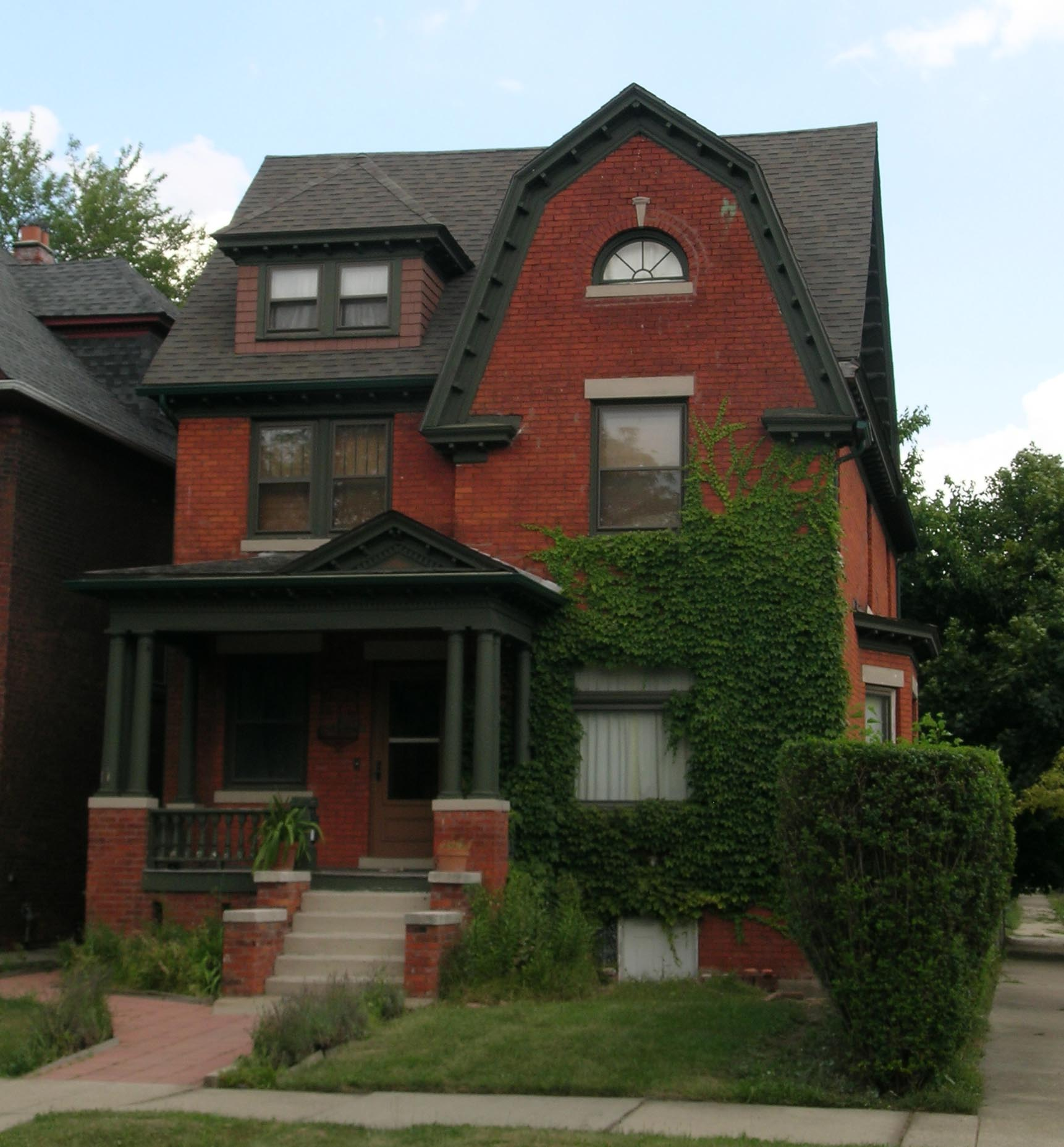
Casa en Avery

La mayoría de las estructuras del distrito están ubicadas en calles que transcurren de norte a sur. El irregular distrito incluye edificaciones en el 3800 de Grand River Avenue (entre Avery Street y Commonwealth Street), así como dentro de los siguientes límites:
- en el lado este de Wabash Street, a ambos lados de Vermont Street, y a ambos lados del Rosa Parks Boulevard, desde la autopista Edsel Ford hasta Warren Avenue;
- en el lado oeste del Rosa Parks Boulevard desde Warren Avenue hasta Grand River Avenue;
- a ambos lados de Hecla Street, Avery Street y Commonwealth Street desde la autopista Edsel Ford hasta Grand River Avenue;
- en el lado oeste de Trumbull Street desde la autopista Edsel Ford hasta la calle Canfield;
- en el lado este de Trumbull Street en la esquina sur de Warren Avenue;
- a ambos lados de Trumbull Street, desde Canfield Street hasta Grand River Avenue; y
- a ambos lados de Lincoln Street y el lado oeste de Gibson Street desde Calumet Street hasta Grand River Avenue.

## Historia
Woodbridge es un vecindario intacto de edificios arquitectónicamente significativos y ha tenido una importancia destacada en la historia de Detroit. El vecindario, datado de la era victoriana, ha escapado en gran medida de los esfuerzos de reconstrucción que han destruido muchas de las otras áreas históricas de Detroit. Lleva el nombre de William Woodbridge, gobernador de Míchigan entre 1840 y 1841 y dueño de una enorme granja en la que gran parte del vecindario se construiría posteriormente.
La mayoría de las edificaciones dentro del vecindario se construyeron después de 1870, empezando por modestas cabañas. Más tarde se crearían estructuras más grandes, incluida la casa de James Scripps (ahora demolida y convertida en un parque de la ciudad), construida en 1879. La Comisaría de Policía del Octavo Recinto, construida en 1901, fue diseñada arquitectónicamente para combinarse con las lujosas casas de clase alta del vecindario. A medida que la industria automotriz creció, hubo una mayor demanda de viviendas en Detroit, y se construyeron nuevas casas y edificios de apartamentos detrás y entre las viviendas existentes en el vecindario. Durante la Segunda Guerra Mundial, los propietarios alquilaron habitaciones y dividieron viviendas en apartamentos para alojar a los trabajadores de la industria bélica.
Después de la guerra, los residentes comenzaron a abandonar el vecindario de Woodbridge en dirección a los suburbios. Los nuevos residentes tenían menos capital. En la década de 1960, la ciudad despejó áreas adyacentes al vecindario para apoyar su revitalización. Los residentes de Woodbridge organizaron un Consejo de Distrito de Ciudadanos para preservar el vecindario, y lograron estabilizar y preservar con éxito muchas de las casas aún existentes. La actividad reciente ha cambiado la percepción de Woodbridge de la de un vecindario prometedor a la de un semillero de revitalización urbana, con las pocas propiedades que salen a la venta generalmente sujetas a guerras de ofertas.

## Construcciones notables
Las construcciones más notables dentro del barrio de Woodbridge son las siguientes:

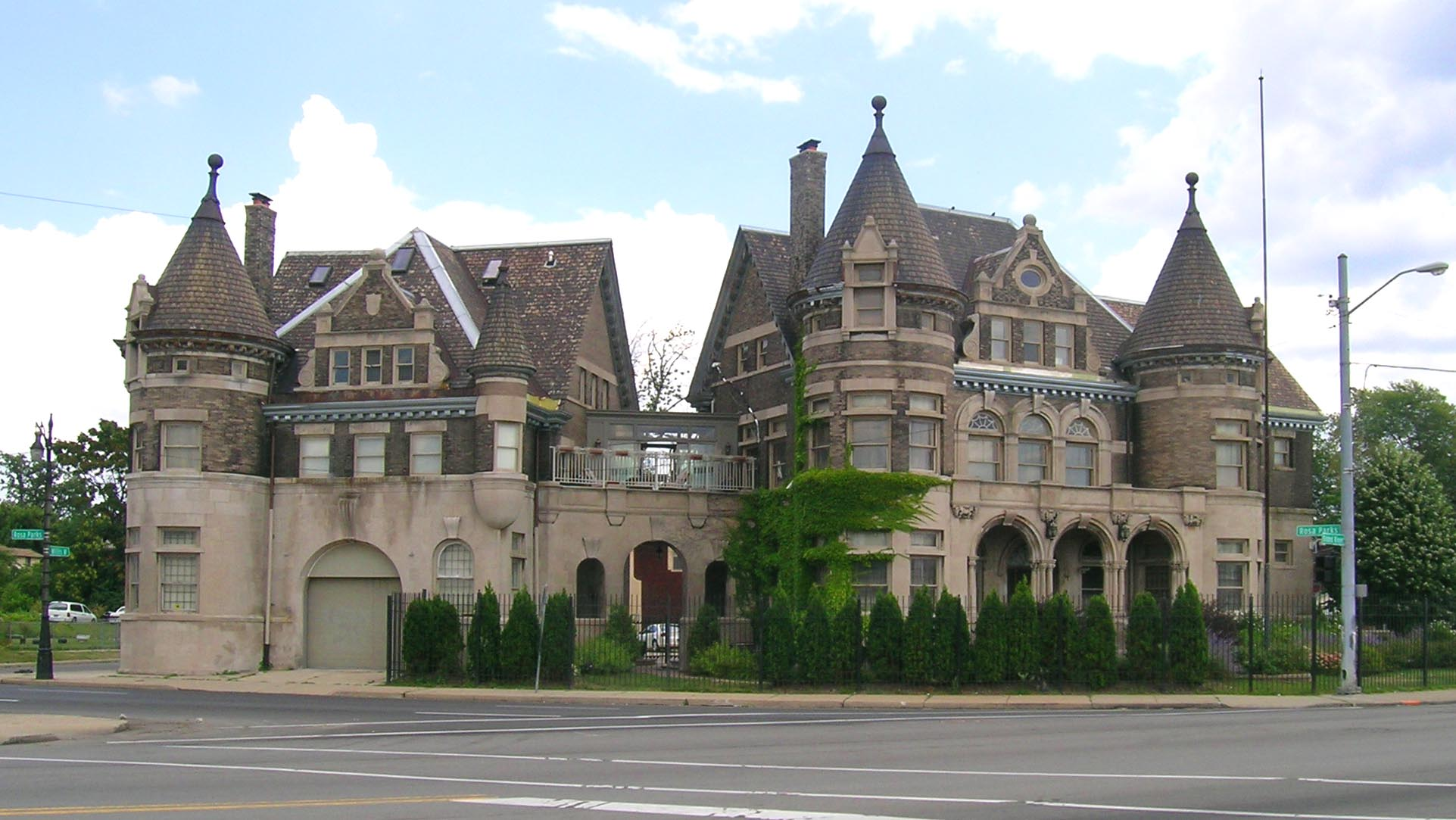
La antigua Estación de Policía del Octavo Recinto fue reconvertida en lofts en 2013.

- La Estación de Policía del Octavo Recinto está localizada en el n.º 4150 de Grand River Avenue y fue designada como un Sitio Histórico Estatal de Míchigan en 1973, siendo listada en el Registro Nacional de Sitios Históricos en 1974.[5] En 2013, el edificio fue dividido y transformado en lofts, formando parte este hecho de la revitalización actual de Woodbridge.Casa Hunter

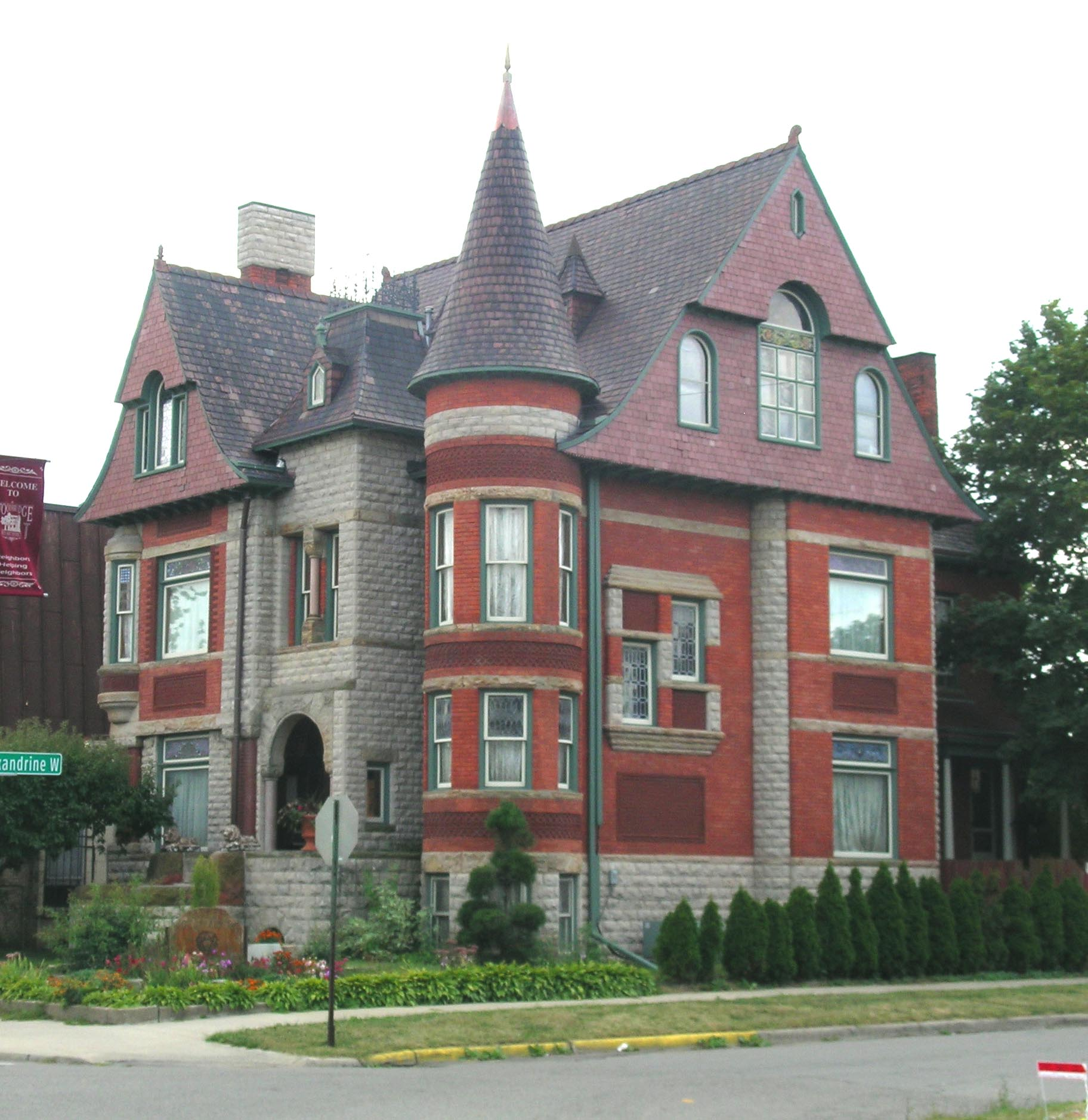
Casa Hunter

- La Casa del Cazador de Northwood (también conocida como la Casa de William Northwood) está localizada en el n.º 3985 de la Avenida Trumbull. La casa fue listada en el Registro Nacional de Sitios Históricos y designada como Sitio Histórico Estatal de Míchigan en 1974.La Iglesia Episcopal de la Trinidad, diseñada por George D. Mason y construida en 1890.

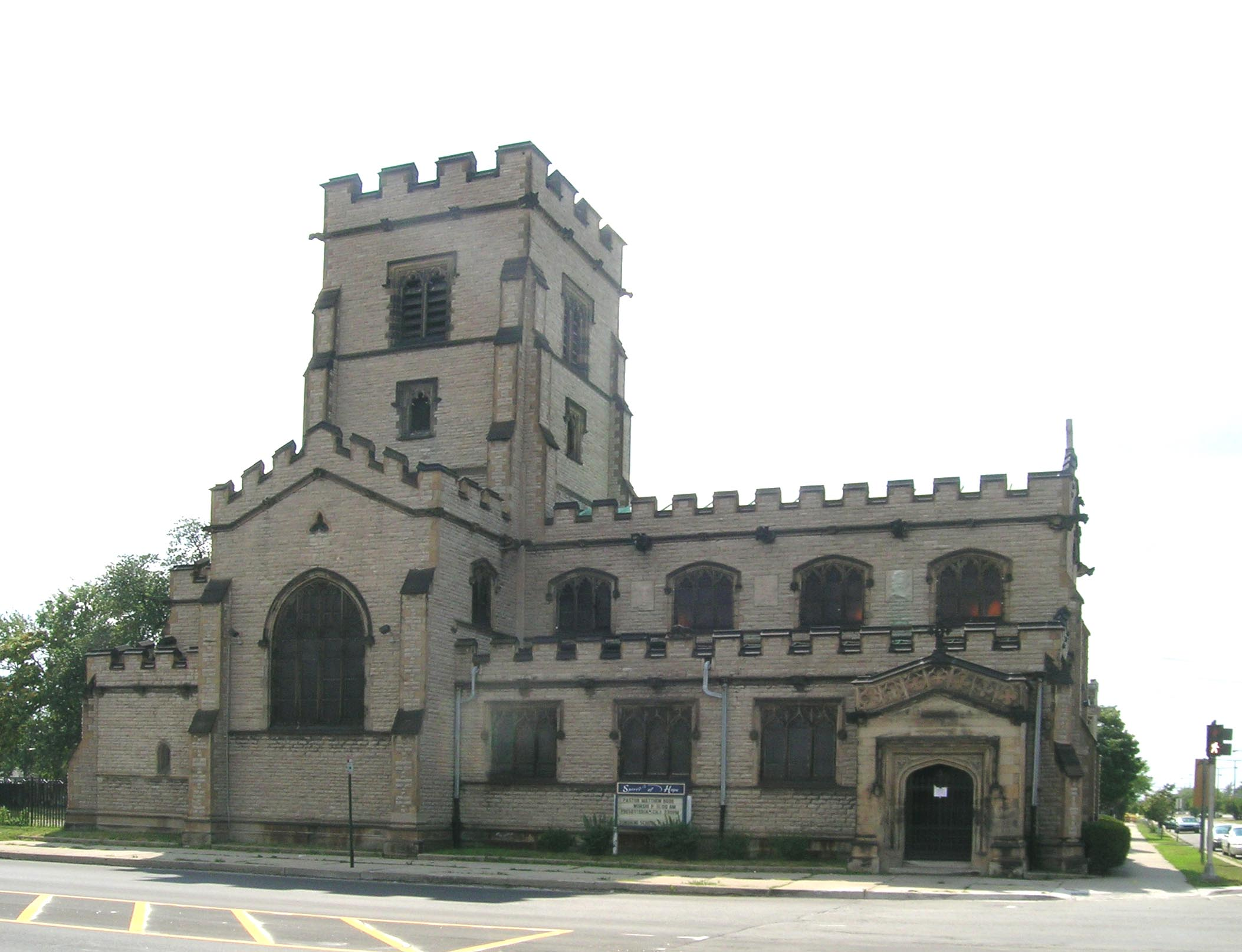
La Iglesia Episcopal de la Trinidad, diseñada por George D. Mason y construida en 1890.

- Actualmente conocida como la Spirit of Hope, la Iglesia Episcopal de la Trinidad está localizada en 1519 Martin Luther King Boulevard. Fue designada Sitio Histórico del Estado de Míchiganen 1979 y fue incluida en el Registro Nacional de Lugares Históricos en 1980.
- El Trumbullplex es un renombrado albergando colectivo y showspace aquello ha devenido una institución y hotbed de anarquismo creativo, el cual estuvo creado en 1993 cuándo miembros del colectivos establecidos un nonprofit empresa y adquirió la propiedad, dos casas victorianas en cualquier lado de un espacio de arte de historia sola.[6]
- El Trumbull Avenida Presbyterian la iglesia está localizada en 1435 Brainard en la intersección de Brainard y Trumbull cercano Scripps Parque. Esté listado en el Estado de Registro de Míchigan de Sitios Históricos el 6 de junio de 1977.Dick y Sandy Dauch Scout Centro, sede del Consejo de Lagos Grande, Chico Scouts de América

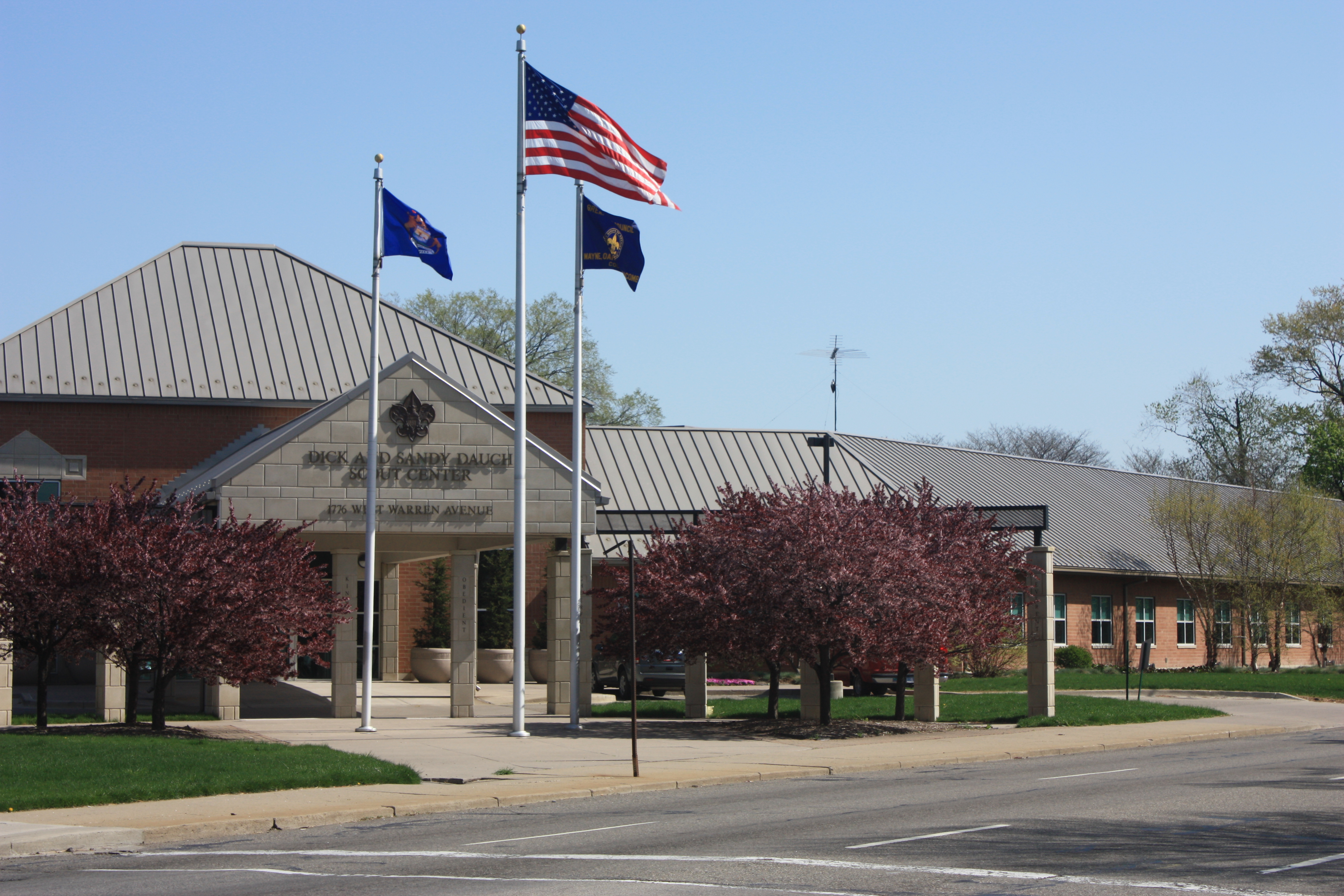
Dick y Sandy Dauch Scout Centro, sede del Consejo de Lagos Grande, Chico Scouts de América

- El Consejo de Área de la Detroit—más tarde deviniendo el Consejo de Lagos Grande para el Chico Scouts de América aquello sirve la Detroit área metropolitana y cubre todo de Wayne, Oakland y Macomb los condados—escogieron construir su sede en Woodbridge. La facilidad aguanta ambos consejo y personal de distrito, así como el Nacional Toyota Scout Tienda. Dedicado en septiembre de 2003, el centro de servicio era en gran parte pagado para por las donaciones del Dauches; Tesorero de Consejo Irving Rose y su mujer, Audrey; y Pantano de Richard de Vicepresidente de Consejo. El edificio cuesta casi $6 millones, incluyendo nuevo furnishings, landscaping, y escombro del edificio viejo[7]

## Educación
Detroit las escuelas Públicas opera escuelas públicas.
Frederick Douglass la academia para Hombres Jóvenes está localizada en Woodbridge.

## Residentes notables
- Kenneth Cockrel, Jr. - Miembro de Ayuntamiento de Detroit anterior y presidente, así como alcalde anterior de Detroit
- Tony Hawk - Profesional skateboarder, tema de videojuego, e inmueble entrepreneur mantiene una segunda casa en el barrio.
- Rose Mary Robinson - Míchigan Representante Estatal, miembro anterior de la Comisión de Revisión de Carta de Detroit (en 2009) y Comisario de Condado de Wayne anterior (uno de las primeras mujeres nunca elegidas, en 1970)
- Sixto Rodríguez ("Rodriguez") - Folk músico y tema de Academia la película Galardonada que Busca Hombre de Azúcar
- Gary Schwartz - Premio de Academia nominó filmmaker, animator, artista y educador

Los residentes anteriores incluidos:
- George Gough Cabina - Editor del Anochecer en privado aguantado Asociación Noticiosa, cofundador de Diarios de Cabina, cofundador del Cranbrook Comunidad Educativa, importante benefactor del Instituto de Detroit de Artes, y yerno de James E. Scripps
- Ty Cobb - Tigres de Detroit outfielder y sala de Béisbol de Liga Importante-de-famer.[9]
- Ken y Ann Mikolowski, Cass artistas de Pasillo y cofundadores de La Prensa Alternativa.[10]
- James E. Scripps - Fundador del Anochecer Noticioso (ahora La Detroit Noticiosa) y temprano benefactor del Museo de Detroit de Arte (ahora El Instituto de Detroit de Artes, al cual  dé uno de las primeras accesiones importantes de pinturas tempranas para cualquier museo americano. Scripps Es el tocayo para Scripps Parque, un parque público en la parte del sur del barrio.
- David Stott - millonario de Detroit Temprana, "el rey de Harina de Detroit," y tocayo para el David Stott Edificio
- William Woodbridge - Segundo Gobernador de Míchigan y senador de Estados Unidos
- Alfred F. Stephens - Fundador de La Compañía de Helado Ártica 1908 a 1947 y Nizer Laboratorios. Ceniza y Río magníficos St.